# Pleurocryptella superba
Pleurocryptella superba es una especie de crustáceo isópodo marino de la familia Bopyridae.

## Distribución geográfica
Se distribuye por el golfo de Vizcaya. De adulto es parásito de crustáceos decápodos del género Munidopsis.